# Deo gratias
Deo gratias (lateinisch für ‚Dank sei Gott‘), in der deutschen Fassung Dank sei Gott, dem Herrn, ist ein Ausruf des Dankes in der Liturgie des römischen Ritus.
In der Liturgie der Heiligen Messe wird er als Antwortruf der Gemeinde auf die Akklamation des Lektors nach der Schriftlesung Verbum Domini  und auf die Entlassungsrufe Ite, missa est oder Benedicamus Domino gesungen oder gesprochen.
Die liturgische Akklamation hat ihren Ursprung in den Bibelstellen 1 Kor 15,57  und 2 Kor 2,14 . In der jeweiligen Landessprache wird sie auch in den lutherischen Kirchen beispielsweise bei der Entlassung vor dem Segen von der versammelten Gemeinde gesungen.
In einigen Klöstern benutzt man die Formel auch, um jemanden nach Anklopfen an der Tür den Einlass zu gewähren.